# Smendes III.
Smendes III. (auch Nesibanebdjedet III.) war ein Sohn des Osorkon I. und um 884 bis 874 v. Chr. 22. Dynastie (Dritte Zwischenzeit) „Hohepriester des Amun“ in Theben und folgte seinem Bruder Iuwelot in diesem Amt.
Smendes III. ist nur durch Nilstandsmarken aus Karnak bekannt, die in das 8., 13., und 14. Regierungsjahr seines Bruders Takelot I. datieren. Die Zuordnung einer Schreibpalette, die sich in New York befindet, ist unsicher. Georges Posener weist diese Smendes II. zu.